# Collonges-sous-Salève
Collonges-sous-Salève est une commune française située dans le département de la Haute-Savoie, en région Auvergne-Rhône-Alpes. Elle fait partie de l'agglomération du Grand Genève.

## Géographie
La commune de Collonges-sous-Salève est située entre Saint-Julien-en-Genevois et Annemasse, au pied du Salève, à la frontière suisse avec La Croix-de-Rozon.

## Urbanisme

### Typologie
Au 1er janvier 2024, Collonges-sous-Salève est catégorisée ceinture urbaine, selon la nouvelle grille communale de densité à sept niveaux définie par l'Insee en 2022.
Elle appartient à l'unité urbaine de Genève (SUI)-Annemasse (partie française), une agglomération internationale regroupant 34  communes, dont elle est une commune de la banlieue,,. Par ailleurs la commune fait partie de l'aire d'attraction de Genève - Annemasse (partie française), dont elle est une commune de la couronne,. Cette aire, qui regroupe 158 communes, est catégorisée dans les aires de 700 000 habitants ou plus (hors Paris),.

### Occupation des sols
L'occupation des sols de la commune, telle qu'elle ressort de la base de données européenne d’occupation biophysique des sols Corine Land Cover (CLC), est marquée par l'importance des forêts et milieux semi-naturels (54,4 % en 2018), une proportion identique à celle de 1990 (54,4 %). La répartition détaillée en 2018 est la suivante : 
forêts (38,9 %), zones urbanisées (35,5 %), milieux à végétation arbustive et/ou herbacée (11,3 %), terres arables (4,7 %), espaces ouverts, sans ou avec peu de végétation (4,2 %), zones agricoles hétérogènes (2,9 %), prairies (2,6 %).
L'IGN met par ailleurs à disposition un outil en ligne permettant de comparer l’évolution dans le temps de l’occupation des sols de la commune (ou de territoires à des échelles différentes). Plusieurs époques sont accessibles sous forme de cartes ou photos aériennes : la carte de Cassini (XVIIIe siècle), la carte d'état-major (1820-1866) et la période actuelle (1950 à aujourd'hui).

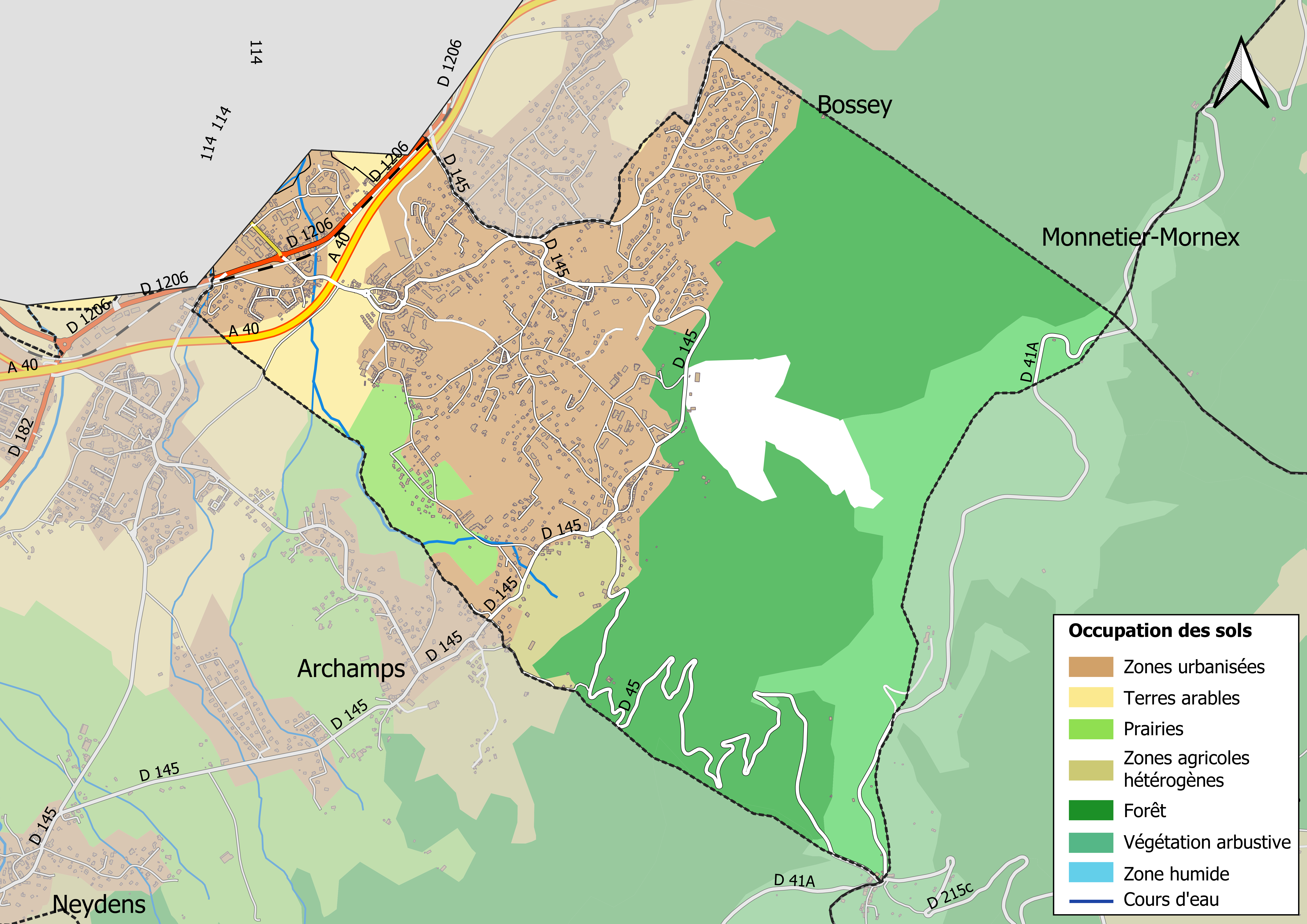
Carte des infrastructures et de l'occupation des sols en 2018 (CLC) de la commune.
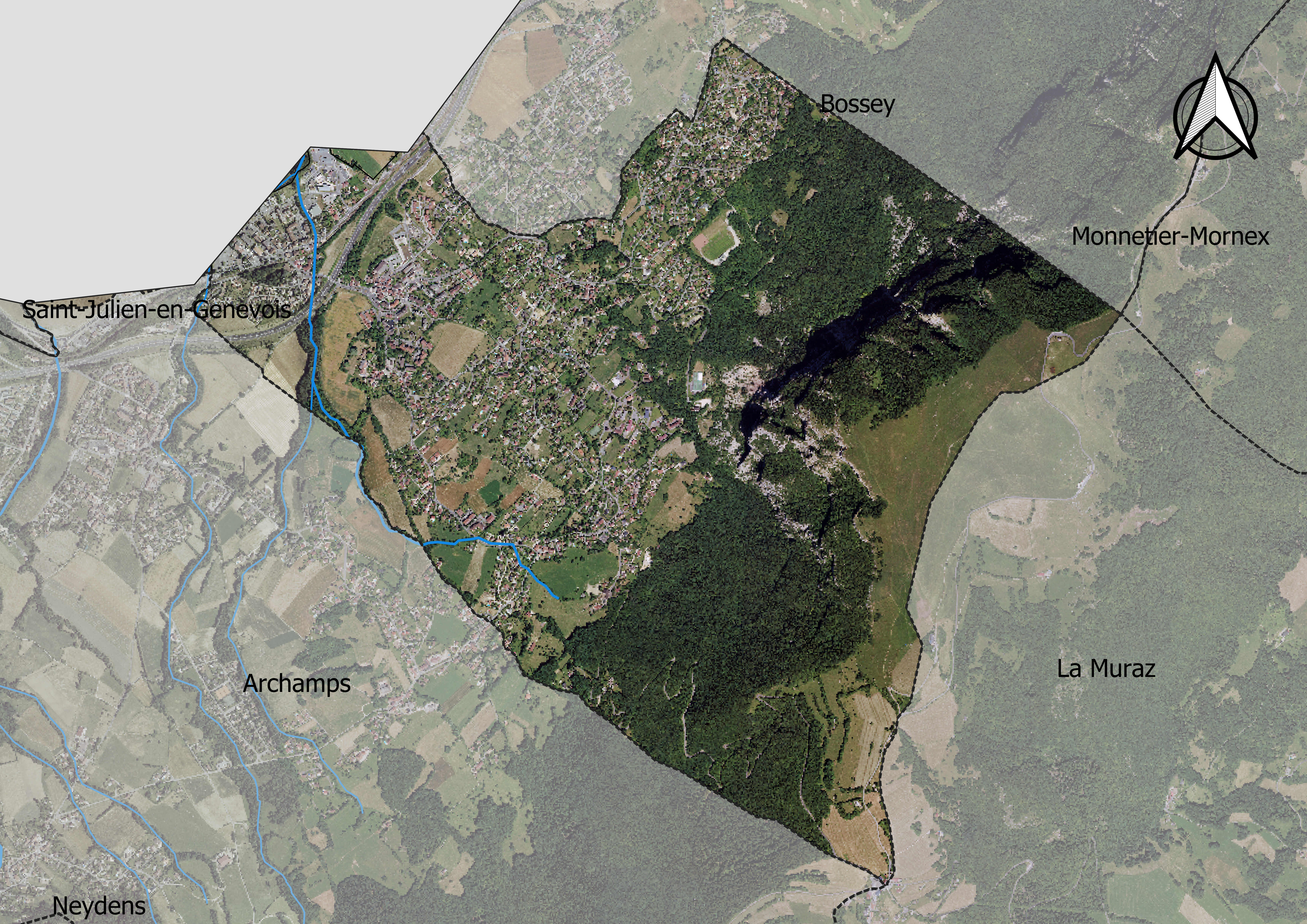
Carte orthophotogrammétrique de la commune.

## Toponymie
Le nom officiel de la commune est Collonges-sous-Salève selon le Code officiel géographique français. On trouve cependant la forme Collonge sans -s dans la littérature régionale, ainsi que Collonge sous Saleve sur la Carte de Cassini (XVIIIe siècle). En 1801, fusionnée avec Archamps, la commune porte le nom de Collonge-Archamp.
La première mention est celle de son l'église (ecclesiam de
Colunge), dans le cartulaire de l'abbaye de Talloires (1145). On trouve plus tard Cura de Colonge, selon le Pouillé du Diocèse de Genève (vers 1344).
Elle  a pour étymologie le bas latin colonica, désignant une terre concédée par le propriétaire à un colon, fermier attaché au sol, cependant de condition libre dans le droit féodal.
En francoprovençal, le nom de la commune s'écrit Kolonzhe (graphie de Conflans) ou Colonges (ORB).

## Histoire
La commune trouve ses racines dans une communauté d'Ancien Régime, elle-même héritée d'une paroisse attestée dès le XIIe siècle. Son église (ecclesiam de
Colunge) est ainsi mentionnée aux côtés de celle d'Archamps dans le cartulaire de l'abbaye de Talloires (1145). La Cura de Colonges est ensuite mentionnée dans le Pouillé du Diocèse de Genève (vers 1344).
Entre 1597 et 1671, puis de 1803 à 1829, la paroisse de Collonges est une annexe d'Archamps. Au cours de cette période, elles sont séparées.
En 1816, lors du traité de Turin, Collonges perd le hameau d'Evordes au profit de Compesières, plus tard Bardonnex. La frontière s'éloigne de la rivière la Drize (Drixe) pour que le domaine Lullin soit maintenu dans le canton de Genève[réf. nécessaire] ; un membre de cette famille patricienne fait partie du gouvernement de la Restauration. Aux termes de ce même traité, le territoire de Collonges-sous-Salève est incorporé à la « zone sarde », zone de libre-échange avec la Suisse qui deviendra après 1860 et le rattachement de la Savoie à la France la zone franche de la Haute-Savoie toujours en vigueur aujourd'hui.
Le 29 août 1859, le compositeur Giuseppe Verdi se marie à Collonges avec l'ancienne prima donna Giuseppina Strepponi.
Lors des débats sur l'avenir du duché de Savoie, en 1860, la population est sensible à l'idée d'une union de la partie nord du duché à la Suisse. Une pétition circule dans cette partie du pays (Chablais, Faucigny, Nord du Genevois) et réunit plus de 13 600 signatures, dont 118 pour la commune,. Le duché est réuni à la suite d'un plébiscite organisé les 22 et 23 avril 1860 où 99,8 % des Savoyards répondent « oui » à la question « La Savoie veut-elle être réunie à la France ? ».
Le 15 mars 1836, Archamps est détachée de Collonges.

## Politique et administration

### Liste des maires
| Période                                  | Période                   | Identité                         | Étiquette | Qualité |
| ---------------------------------------- | ------------------------- | -------------------------------- | --------- | --- |
| 1890                                     | avril 1912                | François Blanc                   |           | |
| mai 1912                                 | avril 1935                | Eugène Chambet                   |           | |
| mai 1935                                 | août 1941                 | Paul Tapponnier (1884-1970)      | RI        | Juriste Ancien député de la Haute-Savoie (1919 → 1924)                                                                                            |
| septembre 1941                           | août 1944                 | Francois Kessler                 |           | Président de la délégation spéciale |
| septembre 1944                           | septembre 1944            | Paul Tapponnier (1884-1970)      |           | |
| octobre 1944                             | décembre 1948             | Charles Martin                   |           | |
| janvier 1949                             | mars 1959                 | Ernest Léger                     |           | |
| mars 1959                                | mars 1977                 | Lucien Vindret (1929-2015)       | MRP       | Dirigeant d'entreprise |
| Les données manquantes sont à compléter. |                           |                                  |           | |
| mars 1983                                | décembre 1985 (démission) | Lucien Vindret (1929-2015)       |           | Dirigeant d'entreprise |
| janvier 1986                             | mars 2008                 | Georges Etallaz (1949- )         | DVD       | Maître d'oeuvre Conseiller général de Saint-Julien-en-Genevois (1998 → 2011)                                                                      |
| mars 2008                                | mars 2014                 | Pierre-Henri Thévenoz (1947- )   | DVD       | Retraité |
| mars 2014                                | juin 2020                 | Georges Etallaz (1949- )         | DVD       | Maître d'oeuvre retraité Ancien conseiller général de Saint-Julien-en-Genevois (1998 → 2011) 10e vice-président de la CC du Genevois              |
| juin 2020                                | janvier 2022              | Valérie Thoret-Mairesse (1961- ) | DVD       | Gestionnaire de bases de données 5e vice-présidente de la CC du Genevois chargée de l'environnement 4e vice-présidente du SIDEFAGE chargée du tri |
| janvier 2022                             | mars 2025                 | Vincent Lecaque (1981- )         | DVC       | |
| mars 2025                                | En cours                  | Brigitte Gondouin                | DVC       | |
| Les données manquantes sont à compléter. |                           |                                  |           | |

## Population et société
Les habitants de Collonges sont appelés les Collongeois.

### Démographie
L'évolution du nombre d'habitants est connue à travers les recensements de la population effectués dans la commune depuis 1793. Pour les communes de moins de 10 000 habitants, une enquête de recensement portant sur toute la population est réalisée tous les cinq ans, les populations de référence des années intermédiaires étant quant à elles estimées par interpolation ou extrapolation. Pour la commune, le premier recensement exhaustif entrant dans le cadre du nouveau dispositif a été réalisé en 2007.

En 2022, la commune comptait 3 876 habitants, en évolution de −2,07 % par rapport à 2016 (Haute-Savoie : +6,01 %, France hors Mayotte : +2,11 %).
| 1793 | 1800 | 1806 | 1838 | 1848 | 1858 | 1861 | 1866 | 1872 |
| ---- | ---- | ---- | ---- | ---- | ---- | ---- | ---- | ---- |
| 536  | 401  | 728  | 542  | 623  | 618  | 677  | 578  | 629  |

| 1876 | 1881 | 1886 | 1891 | 1896 | 1901 | 1906 | 1911 | 1921 |
| ---- | ---- | ---- | ---- | ---- | ---- | ---- | ---- | ---- |
| 644  | 634  | 733  | 765  | 772  | 841  | 833  | 899  | 723  |

| 1926  | 1931  | 1936  | 1946  | 1954  | 1962  | 1968  | 1975  | 1982  |
| ----- | ----- | ----- | ----- | ----- | ----- | ----- | ----- | ----- |
| 1 227 | 1 240 | 1 101 | 1 101 | 1 407 | 1 343 | 1 712 | 2 319 | 2 519 |

| 1990  | 1999  | 2006  | 2007  | 2012  | 2017  | 2022  | - | - |
| ----- | ----- | ----- | ----- | ----- | ----- | ----- | - | - |
| 2 696 | 3 120 | 3 514 | 3 569 | 3 887 | 3 979 | 3 876 | - | - |

### Enseignement
Le village accueille depuis 1921 le campus adventiste du Salève, un établissement privé d'enseignement supérieur de l'Église adventiste du septième jour. Ainsi qu'un ensemble scolaire public Charles Perrault (primaire et maternelle)  et un ensemble scolaire privé Saint-Vincent (maternelles, primaires et lycée professionnel).

## Culture locale et patrimoine

### Lieux et monuments
- Église Saint-Martin. Reconstruite entre 1850-51.

### Personnalités liées à la commune

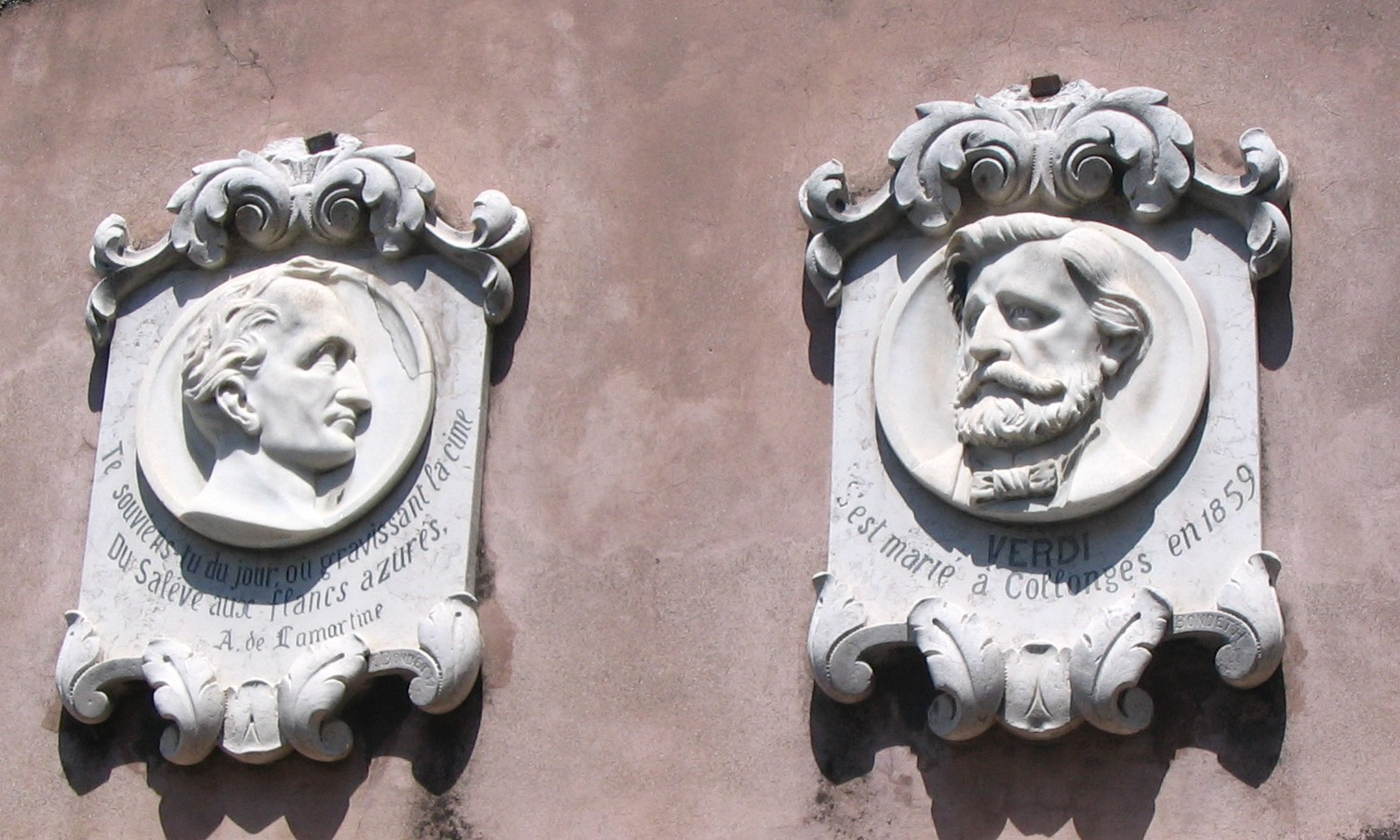
Plaque commémorative du séjour d'Alphonse de Lamartine et du mariage de Giuseppe Verdi.

- Jean-François Vuarin (1769-1843), prêtre exilé à Genève en 1793, fondateur d'une institution catholique à Genève.
- Le 29 août 1859, le compositeur italien Giuseppe Verdi et la cantatrice Giuseppina Strepponi se sont mariés en secret à l'église de Collonges-sous-Salève — alors possession du royaume de Sardaigne. Le mariage a été célébré par l'abbé Mermillod, curé de l'église Notre-Dame de Genève[24].
- Le grand-père paternel du compositeur Maurice Ravel y nait en 1800.
- Le sculpteur Charles Anthonioz (1877-1937) y vit au début du XXe siècle. Il y conçoit et fait édifier le monument aux morts, face à la mairie. Il est l'auteur d'un ouvrage richement documenté, illustré par lui-même : Maisons savoyardes, Librairie Dardel, Chambéry, 1932.
- Paul Tapponnier (1884-1970), juriste, clerc de notaire, agent immobilier, membre de diverses sociétés savantes, député de Haute-Savoie, en est le maire de 1934 à 1941.
- Marius Jolivet (1906-1964), résistant, passeur, reconnu Juste parmi les nations, curé de la paroisse.
- Manuel Azaña, Président de la République espagnole, y séjourna en exil du 6 février 1939 au 4 décembre 1939 avec son épouse Dolores Rivas Cherif et leur neveu Enrique de Rivas. Une plaque lui rend hommage dans la commune[25].

### Héraldique
| Blason | Blasonnement : D'or aux trois pals d'azur, sur le tout de gueules à la croix d'argent chargée d'une ombre de foi ; au chef d'azur chargée de la montagne de Salève au naturel. |